# Image Comics
Image Comics är ett amerikanskt serieförlag. Det grundades 1992 av serieskapare som tidigare hade arbetat på Marvel Comics, som ville ge ut sitt material utan att avsäga sig upphovsrätten till seriefigurerna de skapat.